# Királyok völgye 40
A Királyok völgye 40 (KV40) egy egyiptomi sír a Királyok völgye keleti völgyének délnyugati végében. Eredeti tulajdonosa nem ismert. A sírt az újbirodalom idején királyi családtagok temetésére használták. Victor Loret fedezte fel, 1899-ben, de nem publikálta. 2014-ben a Bázeli Egyetem ásatása során a sír mellékkamráiból több mint 50 királyi családtag maradványai kerültek elő.
A sír bejárati aknájából egy folyosó nyílik, amely nagyméretű központi kamrába vezet. Ebből balra (északra) egy, jobbra (dél felé) két mellékkamra nyílik. A sír falai díszítetlenek. A bejárati folyosót magassága feléig ellepte a homok, a négy belső helyiség padlóját fa-, kartonázsdarabok, textíliák darabjai, rengeteg cserép, valamint múmiák darabjai borították. A sírt többször kirabolták, az ókorban és a 19. század végén is; utóbbi sírrablók fáklyával fel is gyújtották.
A Bázeli Egyetem csapata 2011-ben kezdett itt ásatni. Egy kis fajanszedényről IV. Thotmesz, több pecsétről III. Amenhotep neve került elő, ennek alapján a sír a XVIII. dinasztia idejére datálható; a színes kartonázs- és festett fakoporsók darabjai pedig arra utalnak, hogy a sírt a XXII. dinasztia idején is felhasználták temetkezésre, hasonlóan a szomszédos KV64 sírhoz, melyet ugyanez a régészcsapat kutat. Az egyiptomi régiségügyi államtitkár 2014. április 28-án jelentette be, hogy a régészek legalább ötven múmiát talált a sír központi és három oldalsó helyiségében. Közülük több mint harmincat a tárolóedényeken látható feliratok alapján azonosítani is sikerült.
A múmiák a XVIII. és a XXII. dinasztia idején kerültek a sírba, címeik alapján többen IV. Thotmesz és III. Amenhotep családtagjai. Egy felirat III. Amenhotep uralkodásának 25. évét említi. A szövegek más-más kézírással készültek és az edények formája is változik; valószínű, hogy a fáraó egész uralkodása alatt temettek a sírba. Az ásatás során több mint 100, hieratikus felirattal ellátott osztrakon került elő. A feliratok tizenkét, eddig ismeretlen hercegnő, négy herceg és számos idegen eredetű nő nevét említik; nagy részük felnőttek, de gyermekek is vannak köztük. Több nőnek egyértelműen idegen, közel-keleti vagy núbiai neve van, ők valószínűleg diplomáciai házasság során kerültek Egyiptomba.
A torinói Egyiptomi Múzeumban tartott előadásán az ásatást vezető dr. Susanne Bickel megemlítette néhányuk – Noferunebu hercegnő, Nofertari hercegnő, Meritaui herceg, valamint „a király leánya, Taemwadzsesz, a király fiáé” – nevét, utóbbi valószínűleg egy fáraó unokája volt.

## Fordítás
- Ez a szócikk részben vagy egészben  a   KV40 című angol Wikipédia-szócikk ezen változatának fordításán alapul.  Az eredeti cikk szerkesztőit annak laptörténete sorolja fel. Ez a jelzés csupán a megfogalmazás eredetét és a szerzői jogokat jelzi, nem szolgál a cikkben szereplő információk forrásmegjelöléseként.

## Külső hivatkozások
- KV40: a burial place for the royal entourage (PDF)
- Basel Egyptologists Identify Tomb of Royal Children Archiválva 2018. február 1-i dátummal a Wayback Machine-ben
- Theban Mapping Project: KV40